# Diplectrona clara
Diplectrona clara är en nattsländeart som beskrevs av Navás 1917. Diplectrona clara ingår i släktet Diplectrona och familjen ryssjenattsländor. Inga underarter finns listade i Catalogue of Life.